# Demeure (19-25 rue des Gabarets, Saint-Martin-de-Ré)
Pour les articles homonymes, voir Demeure.
La demeure du 19-25 rue des Gabarets est situé à Saint-Martin-de-Ré en Charente-Maritime.

## Histoire
L'immeuble est inscrit au titre des monuments historiques par arrêté du 8 octobre 1986.

## Architecture

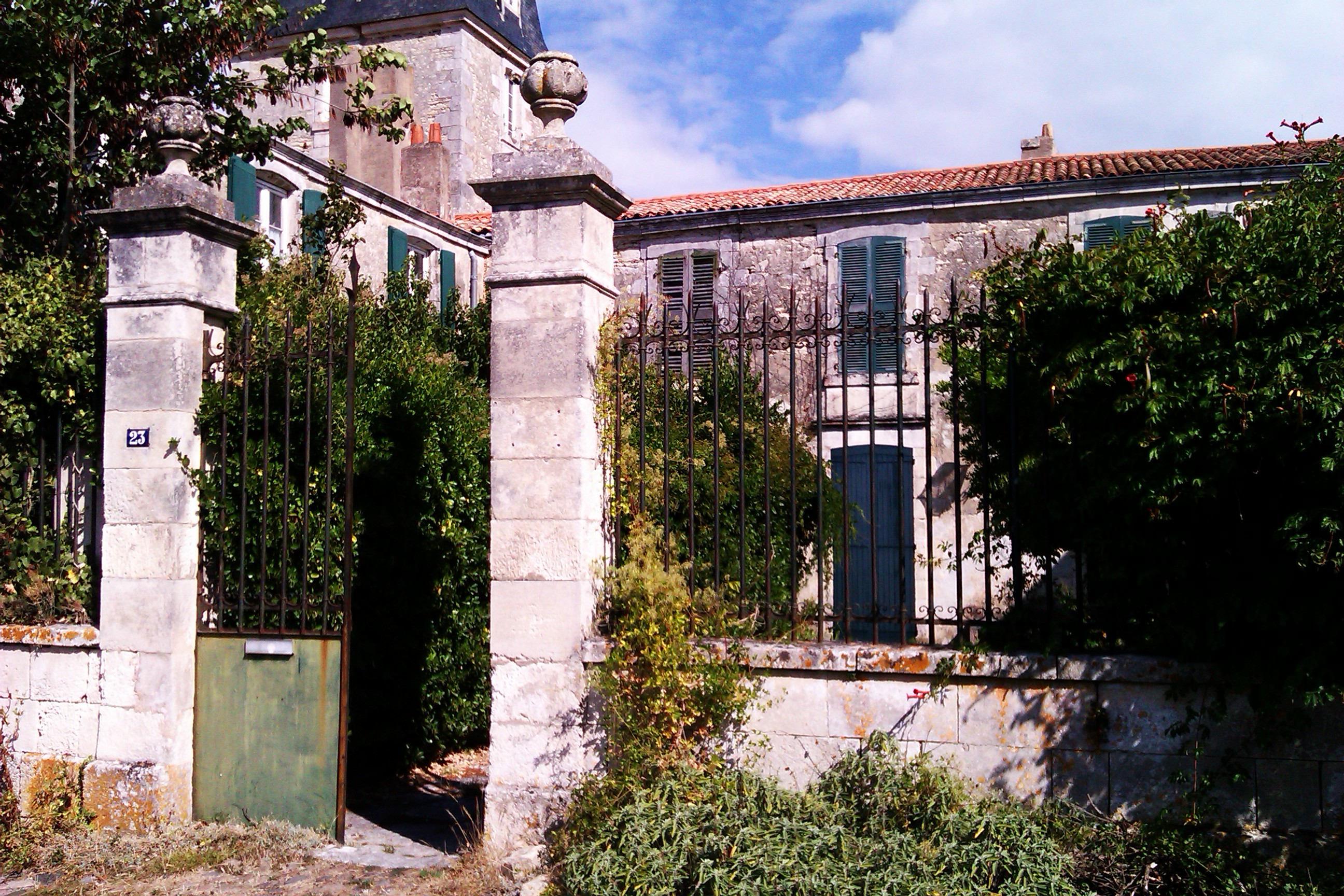
demeure du 19-25 rue des Gabarets